# 市民ケーン
『市民ケーン』（しみんケーン、原題: Citizen Kane）は、1941年のアメリカ合衆国のドラマ映画。オーソン・ウェルズの監督デビュー作。世界映画史上のベストワンとして高く評価されている。ウェルズは監督のほかにプロデュース・主演・共同脚本も務めた。モノクロ、スタンダード・サイズ、119分。RKO配給。
新聞王ケーンの生涯を、それを追う新聞記者を狂言回しに、彼が取材した関係者の証言を元に描き出していく。主人公のケーンがウィリアム・ランドルフ・ハーストをモデルにしていたことから、ハーストによって上映妨害運動が展開され、第14回アカデミー賞では作品賞など9部門にノミネートされながら、脚本賞のみの受賞にとどまった。しかし、パン・フォーカス、長回し、ローアングルなどの多彩な映像表現などにより、年々評価は高まり、英国映画協会が10年ごとに選出するオールタイム・ベストテン（The Sight & Sound Poll of the Greatest Films of All Time）では5回連続で第1位に選ばれ、AFI選出の「アメリカ映画ベスト100」でも第1位にランキングされている。1989年にアメリカ国立フィルム登録簿に登録された。スティーヴン・ジェイ・シュナイダーの『死ぬまでに観たい映画1001本』にも掲載されている。

## ストーリー

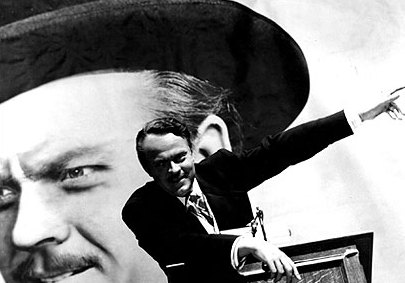

暗く荒廃した大邸宅「ザナドゥ城」の幾つものショット。そしてその一部屋で屋敷の主、かつて37の新聞社と2つのラジオ局を傘下に収めた新聞王チャールズ・フォスター・ケーンが小さなスノードームを握りしめ、「バラのつぼみ(rosebud)」という謎の言葉を残して息を引き取った。ある会社が彼の生涯をまとめたニュース映画を制作しようとするが、そのありきたりな内容に不満を持った経営者ロールストンは、編集のジェリー・トンプスンに「バラのつぼみ」という言葉にはきっと深い意味がある、それを突き止めケーンの人物像を探るようにと命じた。トンプスンはケーンに近かった5人の人物、2度目の妻で元歌手のスーザン・アレグザンダー、後見人の銀行家サッチャー（の回顧録が納められた図書館）、ケーンの旧友であり新聞社「インクワイラー」でのパートナーでもあったバーンステインとリーランド、ザナドゥ城の執事を順に訪ねながらケーンの歴史を紐解いていった。
ケーンの両親は小さな下宿屋を営んでいたが、ある時、宿泊費のかたに取った金鉱の権利書に大変な価値がある事が分かり、その名義人である母親は大金持ちとなった。母親は反対する父親の声に耳を貸さず、ケーンをニューヨークの銀行家サッチャーの元に預け、彼に運用を任せた資産をケーンが25歳になった時に全て相続させる事を決める。雪の中そりで遊んでいた幼いケーンは、自身をニューヨークへ連れ去ろうとするサッチャーを持っていたそりで殴りながらも結局、両親から無理やり離されニューヨークで育った。25歳になり莫大な資産を相続したケーンはサッチャーに「育ててくれと頼んだ覚えもない」と、後見人でありながら冷たく彼を遠ざけ去り、友人のバーンステインとリーランドを引き連れ、買収した新聞社「インクワイラー」の経営に乗り出す。彼が手法とするセンセーショナリズムは友人や古株の社員に批判されるが、結果的に商業的には成功し、廃業寸前の弱小新聞社であったインクワイラーの部数はニューヨークでトップとなる。
勢いに乗るケーンは時の大統領の姪と結婚するが、妻とは反りが合わず次第に会話も無くなっていった。そんな折、街中で偶然出会った歌手を夢見る天真爛漫な女性スーザンにケーンは心を奪われる。そしてケーンは労働者達の為に政治家になるのだと宣言しニューヨーク州知事選挙に打って出る。選挙戦ではライバル候補であり現職知事のゲティスの悪評を責めるばかりで、自身はどのような政策を持っているのかという中身がないマニフェストながら、大衆の人気をさらい圧勝かと思われたケーンだったが、ゲティスは愛人スーザンの存在を突き止め、知事選の前日にケーンと妻をスーザン宅に呼び出し、「出馬を辞退しなければケーンの不貞を世に暴露する」と脅す。ケーンは激怒しその要求を突っぱねたが、ニューヨーク中のメディアにスキャンダルを報道されイメージが地に堕ち、教会をも敵に回したケーンは無残に敗北する。敗北の夜、リーランドはケーンの労働者への愛は独りよがりの愛だと強く批判する。妻と息子もケーンの元を去る。
その後スーザンと結婚したケーンは彼女を立派な歌手にすべく巨大なオペラハウスを建設、一流のボイストレーナーもつけたが、そうやって一流の環境を整えるほどにスーザンの歌手としての実力不足が浮き彫りになっていく。彼女の初舞台は散々な出来であったが、インクワイラーは社を挙げて盛り上げようとした。しかしただ一人、劇評を担うリーランドは彼女を酷評する記事を作成していた。リーランドがタイプライターの前で書きかけの記事を前に眠っている所へやってきたケーンは、その記事を見て怒る代わりに自らその続きの悪評をタイプし、その結果、各社全ての記事にスーザンの悪評が載ることとなる。ケーンのインクワイラー社すら悪評を載せた事に激怒するスーザンはもう歌手をやめたいと訴えるが、ケーンは自分を笑い者にする気かと一蹴した。そうして無理やり歌手を続けさせられたスーザンはある日鎮静剤を大量に服用し倒れる。もう耐えられないと懇願するスーザンにケーンもとうとう歌手をやめる事を承諾する。
知事選とスーザンの一件でもうニューヨークには居られないと感じたケーンは、郊外に荘厳な大邸宅、通称「ザナドゥ城」を建てて移り住むが、ケーンと2人、他には使用人しかいない孤独な生活にスーザンは次第に不満を募らせる。そしてある日ケーンと口論となったスーザンは「あなたの行いは全て自分の為」と言い残し、行かないでくれと懇願する彼の元を去っていった。一人残されたケーンは彼女の部屋にある物全てを破壊していくが、スノードームを見つけるとそれを握りしめ呆然とした表情で城のどこかへと消えた。そして時は流れ、年老いたケーンは孤独な最期を遂げる。トンプスンは最後にザナドゥ城まで取材にやってくるが結局誰も「バラのつぼみ」の意味を知らず、その意味は謎のままに終わった。
しかしトンプスン達が城を去った後、ケーンの金に物を言わせて買い漁った遺品が次々と無情に燃やされていくその中に、かつて幼きケーンが遊んでいたそりがあった。誰も気にも留めないそのそりには「ROSEBUD（薔薇の蕾）」のロゴマークが印刷されていた。城の煙突からは遺品を燃やす黒い煙がもくもくと天へ立ち昇り、屋敷を囲むフェンスには「NO TRESPASSING (立入禁止)」の看板が掲げられていた。

## キャスト
- チャールズ・フォスター・ケーン（英語版）: オーソン・ウェルズ - 新聞王。かつて37の新聞社と2つのラジオ局を傘下に収めた。
- ジェデッドアイア・リーランド: ジョゼフ・コットン - ケーンの親友でビジネスパートナー。
- スーザン・アレクサンダー: ドロシー・カミンゴア（英語版） - ケーンの2番目の妻。歌手。
- バーンステイン: エヴェレット・スローン（英語版） - ケーンのビジネスパートナー。
- ジェームズ・W・ゲティス: レイ・コリンズ - ケーンの政敵。
- ウォルター・サッチャー: ジョージ・クールリス（英語版） - ケーンの後見人。
- メアリー・ケーン: アグネス・ムーアヘッド - ケーンの母。
- レイモンド: ポール・スチュアート（英語版） - ザナドゥ城の執事。
- エミリー・ノートン: ルース・ウォリック（英語版） - ケーンの最初の妻。
- ハーバート・カーター: アースキン・サンフォード（英語版） - インクワイラー紙の編集長。
- ジェリー・トンプソン: ウィリアム・アランド - ケーンの人物像を探ることになったニュース記者。
- ジム・ケーン: ハリー・シャノン（英語版） - ケーンの父。
- ロールストン: フィリップ・ヴァン・ツァント（英語版） - ニュース映画のプロデューサー。トンプソンの上司。
- 新聞記者: アラン・ラッド、アーサー・オコンネル

## 日本語吹き替え
| 役名                           | 俳優                 | 日本語吹き替え | 日本語吹き替え | 日本語吹き替え |
| 役名                           | 俳優                 | テレビ版       | PDDVD版        | ?版            |
| ------------------------------ | -------------------- | -------------- | -------------- | -------------- |
| チャールズ・フォスター・ケーン | オーソン・ウェルズ   | 小松方正       | 市川輝夫       | あずさ欣平     |
| ジェデッドアイア・リーランド   | ジョゼフ・コットン   | 島宇志夫       | 本多啓吾       |                |
| エミリー・ノートン             | ルース・ウォリック   |                | 広瀬由紀       |                |
| スーザン・アレクサンダー       | ドロシー・カミンゴア | 江家礼子       | 小林美穂       |                |
| ウォルター・サッチャー         | ジョージ・クールリス |                | かつまゆう     |                |
| ジェリー・トンプソン           | ウィリアム・アランド |                | 栗田圭         |                |
| ジェームズ・W・ゲティス        | レイ・コリンズ       | 立岡光         | 岡本四郎       |                |
| 少年時代のケーン               | バディー・スワン     |                | 榛田安芸       |                |

- PDDVD版：マックスター／ミックエンターテイメントから発売のDVDに収録。

演出：椿淳、翻訳：勝部直子、制作：株式会社マックスター

## スタッフ
- 監督・製作：オーソン・ウェルズ
- 脚本：オーソン・ウェルズ、ハーマン・J・マンキーウィッツ
- 撮影：グレッグ・トーランド
- 音楽：バーナード・ハーマン
- 編集：ロバート・ワイズ
- アート・ディレクター：ヴァン・ボスト・ボルグレイス
- 美術：ペリー・ファーガソン
- 特殊効果：ヴァーノン・Ｌ・ウォーカー
- 衣裳：エドワード・スティーヴンソン

## 製作

### 製作経緯
当時、マーキュリー劇団を主宰していたオーソン・ウェルズは、1938年10月30日に放送したラジオドラマ『宇宙戦争』が、事実と間違えた聴取者たちがパニックに陥るという騒動を巻き起こし、一躍注目を浴びていた。RKOの社長ジョージ・シェーファーは、当時経営難に陥っていた映画会社を救う策として、その才能に着目した。一方ウェルズも『五人の王』『ダントンの死』の舞台が続けて興行的に失敗しており、窮地に立たされていた。1939年6月にウェルズはRKOと10万ドルの報酬と製作に関するすべての権限を委ねるという破格の待遇で契約を結んだ。ウェルズは監督第1作としてジョセフ・コンラッドの『闇の奥』の映画化に取り掛かった。この作品ではほぼ全編を一人称カメラ（主観カメラ）で撮影するという特異な撮影スタイルを試みようした。しかし試算された予算はRKOの想定した額の二倍以上となることがわかり、技術的な問題も解決しないことから製作中止となった。続いてニコラス・ブレイクのスパイ小説『短刀を忍ばせ微笑む者』の映画化を企画するが、キャロル・ロンバートに主演を断られ、こちらも中止となった。その後、ウェルズは脚本家のハーマン・J・マンキーウィッツと共に実在の新聞王ウィリアム・ランドルフ・ハーストをモデルにした脚本に取り組むことになる。後に、ウェルズとマンキーウィッツは、自分こそがハーストを主題にすることを最初に発案したと主張し、批評家を巻き込んで現在に至るまで論争となっている。またウェルズは当初、脚本家のクレジットを独占するよう画策したが、マンキーウィッツは「ハリウッド・レポーター」などの業界紙で自身の権利を主張し、争い事を避けたいRKO側の意向もあって、ウェルズは連名のクレジットに同意する。

### 出演者とスタッフ
主要キャストにはマーキュリー劇団の俳優であるジョゼフ・コットン、アグネス・ムーアヘッドらを起用し、彼らはこれが最初の映画出演となった。主人公のケーンはウェルズ本人が演じ、当時25歳でありながらケーンの青年時代から晩年までを演じている。また、アラン・ラッドとアーサー・オコンネルも新聞記者の役で端役出演している。スタッフでは、撮影を『嵐が丘』（1939年、ウィリアム・ワイラー監督）や『怒りの葡萄』（1940年、ジョン・フォード監督）などを手がけたグレッグ・トーランドをMGMから借り受けて起用したほか、音楽をウェルズのラジオドラマでも音楽を手掛けていたバーナード・ハーマン、編集を当時RKOの編集技師だったロバート・ワイズが担当した。

### 撮影の特徴
本作が高く評価される理由の1つとして、以下の斬新な演出が用いられたことが挙げられる。
- 物語の時間的配列を再構築し、ケーンの関係者の証言を基に様々な視点からの回想を織り込み、主人公の生涯を浮かび上がらせるという構成
- 俳優の舞台的な演技を生かすためにショットを極力少なくした長回し（ワンシーン・ワンショット）の多用
- パンフォーカス （画面の前景から後景まで全てにピントを合わせ、奥行きの深い構図を作り出す撮影手法）の使用
- マットペインティング、ミニチュア、オプチカル・プリンターなどによる特殊効果の多用
- 極端なクローズアップ と広角レンズの使用
- ローアングルの多用（穴の開いた床にカメラを構えて撮影された）

## ハーストの上映妨害
映画の主人公ケーンは、ハースト・コーポレーションの創業者であるアメリカの新聞王ウィリアム・ランドルフ・ハーストをモデルにしており、ウェルズらもそれを秘密にして撮影を進めていたが、これを知ったハーストが激怒し、RKOに圧力をかけて上映を妨害する工作を始めた。ハースト系新聞のコラムニストでハリウッドにも大きな影響力を持つルエラ・パーソンズは、試写を見て「きわめて不快な伝記映画」と酷評し、ハースト系新聞は作品だけでなく、ウェルズ本人に対しても「彼の舞台やドラマは共産主義的である」などと書きたてて批判した。ハーストはハリウッドのメジャー・スタジオにも圧力をかけ、ハーストを恐れたMGMのルイス・B・メイヤーらはRKOに全経費を補償する代わりに全てのネガとプリントを焼却するように薦めており、ハーストの報復を恐れて上映を拒否する映画館も続出した。

## 評価
公開時から批評家から高く評価され、第7回ニューヨーク映画批評家協会賞で作品賞、第13回ナショナル・ボード・オブ・レビュー賞で作品賞に輝いたが、ハーストの上映妨害工作の影響で興行的に成功せず、第14回アカデミー賞でも多くの票を失ってしまった結果、作品賞・主演男優賞など9部門にノミネートされたものの、受賞したのは脚本賞のみとなった。授賞式では作品名が読み上げられただけでブーイングが起こったという。
ニューヨークで作品を見たジャン＝ポール・サルトルは「『市民ケーン』はわれわれが従うべきお手本ではない」と批判し、「（物語が）一切が終わった地点から遡って見られているため、映画固有の現在形の生が失われてしまっている」と指摘している。ジョルジュ・サドゥールも作品を「ハリウッドに一夜降ったドルの大雨で生えてきた巨大なキノコ」と呼び、ここにあるのは「古いテクニックの百科事典」と述べた。前景と後景を同時に写す撮影法はリュミエール兄弟の『ラ・シオタ駅への列車の到着』で実現済みであり、非現実的なセットはジョルジュ・メリエス、素早いモンタージュや二重露光は1920年代の作品、天井が写るのはエリッヒ・フォン・シュトロハイムの『グリード』、ニュース映像の挿入はジガ・ヴェルトフを思わせるものであり、ウェルズはそれらをつぎはぎしたに過ぎないとし、「このお坊ちゃん監督をもう一度小学校に戻して、厳格に教育をやり直させるべきだ」と猛烈に批判した。一方、ヌーベルバーグの精神的父親といわれるアンドレ・バザンはサルトルらの主張に反論して作品を絶賛し、これがきっかけで作品も再評価されていった。
現在では映画史上最大の傑作として高く評価され、映画誌や批評家らによる過去の作品を対象とする映画ランキングでも常に1位または上位にランキングされている。

### 受賞歴
| 賞                                   | 部門                                                                                | 候補者     | 結果 |
| ------------------------------------ | ----------------------------------------------------------------------------------- | ---------- | ---- |
| アカデミー賞                         |                                                                                     |            |      |
| 作品賞                               |                                                                                     | ノミネート |      |
| 主演男優賞                           | オーソン・ウェルズ                                                                  | ノミネート |      |
| 監督賞                               | オーソン・ウェルズ                                                                  | ノミネート |      |
| 脚本賞                               | ハーマン・J・マンキーウィッツ オーソン・ウェルズ                                    | 受賞       |      |
| 撮影賞（白黒）                       | グレッグ・トーランド                                                                | ノミネート |      |
| ドラマ音楽賞                         | バーナード・ハーマン                                                                | ノミネート |      |
| 編集賞                               | ロバート・ワイズ                                                                    | ノミネート |      |
| 録音賞                               | RKOラジオ・スタジオ・サウンド部                                                     | ノミネート |      |
| 室内装置賞(白黒)                     | ペリー・ファーガソン ヴァン・ネスト・ポルグレス アル・フィールズ ダレル・シルヴェラ | ノミネート |      |
| ニューヨーク映画批評家協会賞         |                                                                                     |            |      |
| 作品賞                               |                                                                                     | 受賞       |      |
| 主演男優賞                           | オーソン・ウェルズ                                                                  | ノミネート |      |
| 監督賞                               | オーソン・ウェルズ                                                                  | ノミネート |      |
| ナショナル・ボード・オブ・レビュー賞 |                                                                                     |            |      |
| 作品賞                               |                                                                                     | 受賞       |      |
| 最優秀演技賞                         | オーソン・ウェルズ ジョージ・クールリス                                             | 受賞       |      |

### ランキング入り
英国映画協会（BFI）の『Sight&Sound』誌が1952年から10年ごとに発表している「史上最高の映画ベストテン（The Sight & Sound Poll of the Greatest Films of All Time）」では、批評家が選ぶベストテンで1952年は13位だったものの、1962年・1972年・1982年・1992年・2002年の5回連続で1位に輝き、監督が選ぶベストテンでも1992年・2002年で1位となった。
AFIアメリカ映画100年シリーズの「アメリカ映画ベスト100」、「アメリカ映画ベスト100（10周年エディション）」では両方とも1位にランクインしており、「アメリカ映画の名セリフベスト100」では主人公が死の直前に言った台詞「バラのつぼみ」が17位となった。
海外
| 選考年 | 媒体・団体                       | 部門                                                                | 対象                       | 順位 |
| ------ | -------------------------------- | ------------------------------------------------------------------- | -------------------------- | ---- |
| 1952年 | 英国映画協会 『Sight&Sound』誌   | 批評家が選ぶ史上最高の映画ベストテン                                | 『市民ケーン』             | 13位 |
| 1962年 | 英国映画協会 『Sight&Sound』誌   | 批評家が選ぶ史上最高の映画ベストテン                                | 『市民ケーン』             | 1位  |
| 1972年 | 英国映画協会 『Sight&Sound』誌   | 批評家が選ぶ史上最高の映画ベストテン                                | 『市民ケーン』             | 1位  |
| 1982年 | 英国映画協会 『Sight&Sound』誌   | 批評家が選ぶ史上最高の映画ベストテン                                | 『市民ケーン』             | 1位  |
| 1992年 | 英国映画協会 『Sight&Sound』誌   | 批評家が選ぶ史上最高の映画ベストテン                                | 『市民ケーン』             | 1位  |
| 1992年 | 英国映画協会 『Sight&Sound』誌   | 映画監督が選ぶ史上最高の映画ベストテン                              | 『市民ケーン』             | 1位  |
| 2002年 | 英国映画協会 『Sight&Sound』誌   | 批評家が選ぶ史上最高の映画ベストテン                                | 『市民ケーン』             | 1位  |
| 2002年 | 英国映画協会 『Sight&Sound』誌   | 映画監督が選ぶ史上最高の映画ベストテン                              | 『市民ケーン』             | 1位  |
| 2012年 | 英国映画協会 『Sight&Sound』誌   | 批評家が選ぶ史上最高の映画ベストテン                                | 『市民ケーン』             | 2位  |
| 2012年 | 英国映画協会 『Sight&Sound』誌   | 映画監督が選ぶ史上最高の映画ベストテン                              | 『市民ケーン』             | 3位  |
| 2022年 | 英国映画協会 『Sight&Sound』誌   | 批評家が選ぶ史上最高の映画ベストテン                                | 『市民ケーン』             | 3位  |
| 2022年 | 英国映画協会 『Sight&Sound』誌   | 映画監督が選ぶ史上最高の映画ベストテン                              | 『市民ケーン』             | 2位  |
| 1958年 | ブリュッセル万国博覧会           | 世界映画史上の傑作12選                                              | 『市民ケーン』             | 9位  |
| 1998年 | アメリカ映画協会                 | アメリカ映画ベスト100                                               | 『市民ケーン』             | 1位  |
| 2005年 | アメリカ映画協会                 | アメリカ映画の名セリフベスト100                                     | 「Rosebud.(バラのつぼみ)」 | 17位 |
| 2007年 | アメリカ映画協会                 | アメリカ映画ベスト100（10周年エディション）                         | 『市民ケーン』             | 1位  |
| 2008年 | カイエ・デュ・シネマ             | 史上最高の映画100本 （Cahiers du cinéma’s Top 100）                 | 『市民ケーン』             | 1位  |
| 2008年 | エンパイア                       | 歴代最高の映画ランキング500 （The 500 Greatest Movies of All Time） | 『市民ケーン』             | 28位 |
| 2010年 | トロント国際映画祭               | エッセンシャル100                                                   | 『市民ケーン』             | 2位  |
| 2013   | エンターテイメント・ウィークリー | オールタイムベスト100 （100 All-Time Greatest Movies）              | 『市民ケーン』             | 1位  |
| 2015年 | BBC                              | 史上最高のアメリカ映画100本 （The 100 Greatest American Films）     | 『市民ケーン』             | 1位  |

日本国内
| 選考年 | 媒体・団体 | 部門                                       | 対象           | 順位 |
| ------ | ---------- | ------------------------------------------ | -------------- | ---- |
| 1966年 | キネマ旬報 | キネマ旬報ベスト・テン                     | 『市民ケーン』 | 2位  |
| 1980年 | キネマ旬報 | 外国映画史上ベストテン                     | 『市民ケーン』 | 4位  |
| 1988年 | 文藝春秋   | 大アンケートによる洋画ベスト150            | 『市民ケーン』 | 3位  |
| 1989年 | キネマ旬報 | 外国映画史上ベストテン                     | 『市民ケーン』 | 4位  |
| 1995年 | キネマ旬報 | 外国映画 オールタイム・ベストテン          | 『市民ケーン』 | 2位  |
| 1999年 | キネマ旬報 | オールタイム・ベスト100・外国映画編        | 『市民ケーン』 | 6位  |
| 2009年 | キネマ旬報 | オールタイム・ベスト映画遺産200 外国映画篇 | 『市民ケーン』 | 19位 |

## その他
- オーソン・ウェルズはこの映画を撮る際に、映写室でジョン・フォード監督の『駅馬車』を繰り返し観て映画を勉強した。
- 本作の製作舞台裏を描いた映画として、ベンジャミン・ロス監督の『ザ・ディレクター ［市民ケーン］の真実』（1999年）や、デヴィッド・フィンチャー監督の『Mank/マンク』（2020年）がある。
- 作品のキーワードである「ローズバッド（バラのつぼみ）」は、モデルになったランドルフ・ハースト が、愛人であるマリオン・デイヴィスの秘部につけた愛称であり、ハーストが本作の公開を妨害した要因の大きなひとつであったとされる。
- ユニバーサルスタジオジャパンのニューヨークエリアに「インクワイヤラー新聞社事務所」の映画撮影セットがある。
- 本作は撮影にNitrate＝可燃性セルロイドのフィルムを用いていた時代の作品で、オリジナルネガフィルムは「1970年代ニュージャージーの現像所火災で焼失」という情報が通説となっていたが、脚本家のニコラス・ファラッチ(Nicolas Falacci)は1991年の製作50周年の修復に携わった際RKOの元在庫管理係から聞いた「手違いでオリジナルネガを銀を回収するフィルム再生工場に送ってしまった」という話を2021年に明かしている[19]。
- 序盤に死去を伝える日本語の新聞として「中央日報」が映し出される。なお韓国の中央日報は1965年創刊である。

## ギャラリー

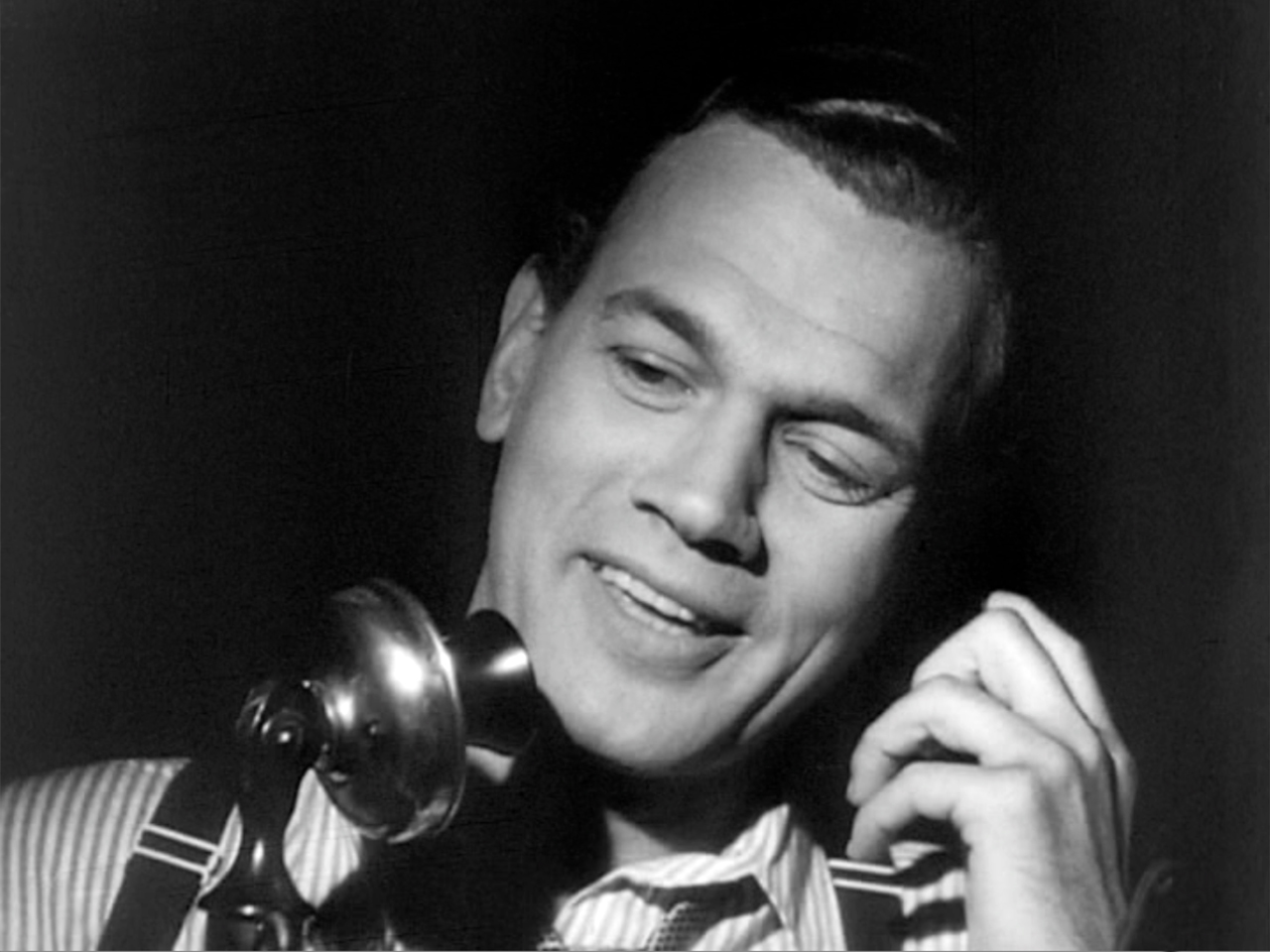
ジョゼフ・コットン
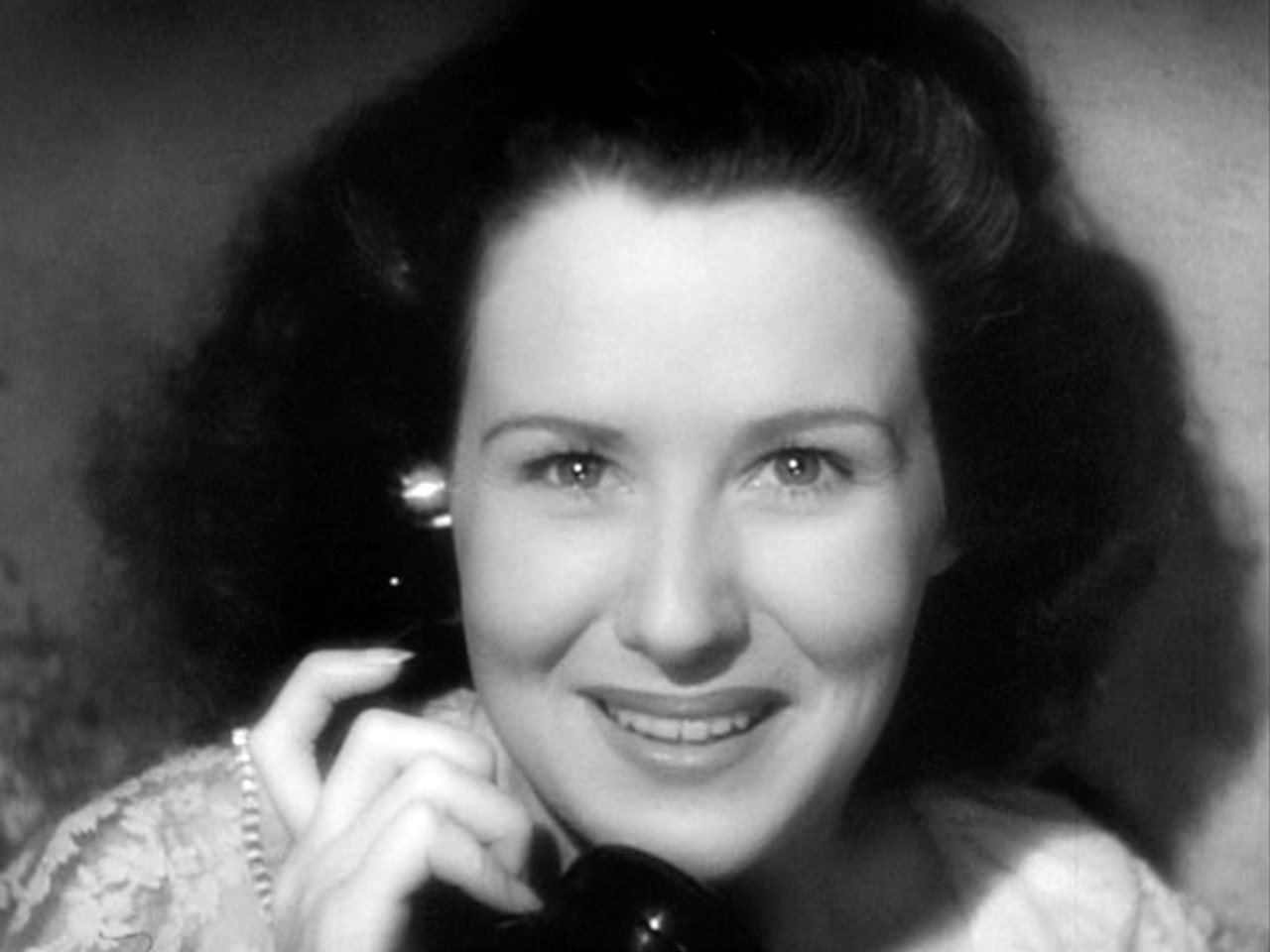
ルース・ウォリック
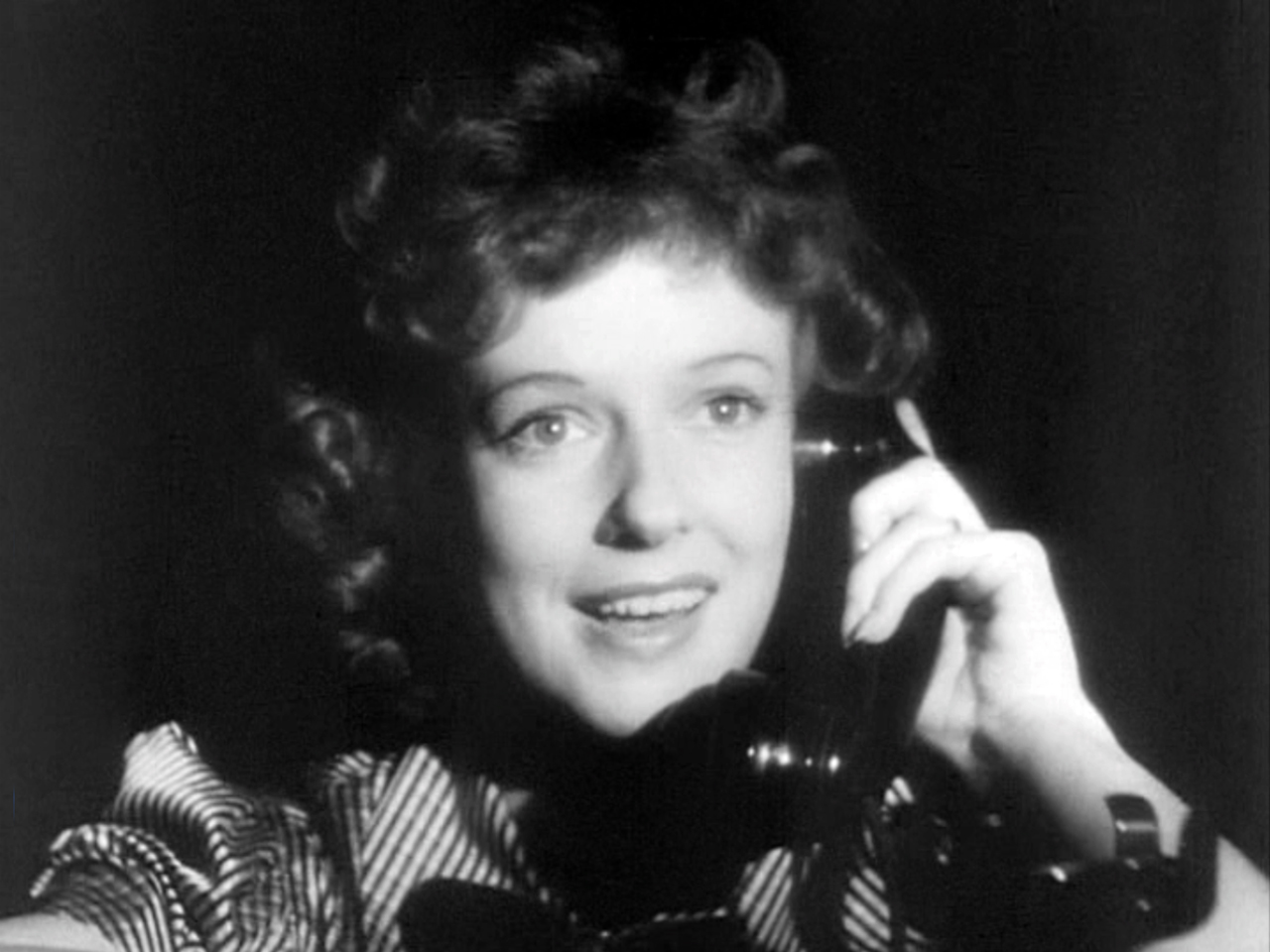
ドロシー・カミンゴア
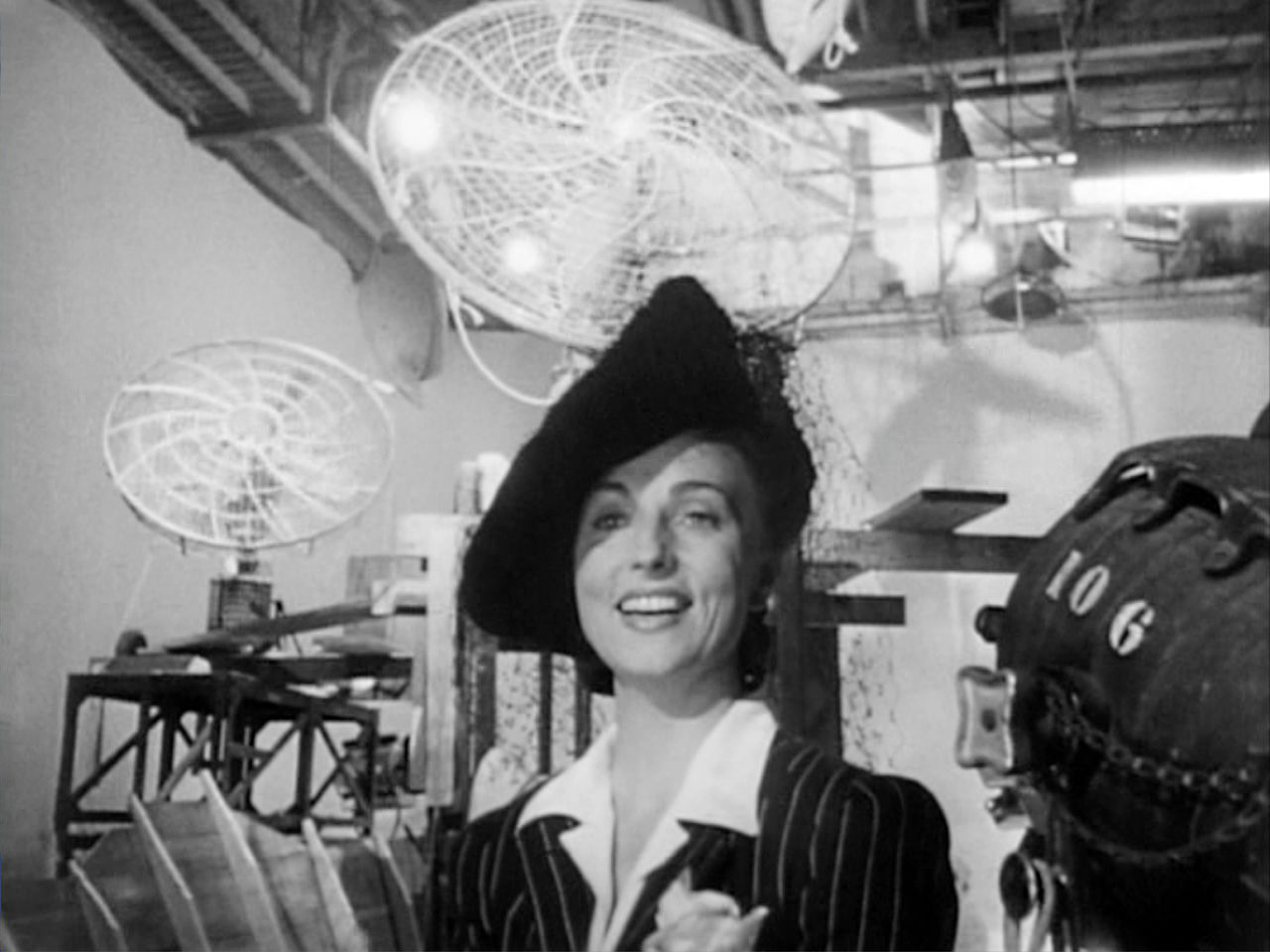
アグネス・ムーアネッド
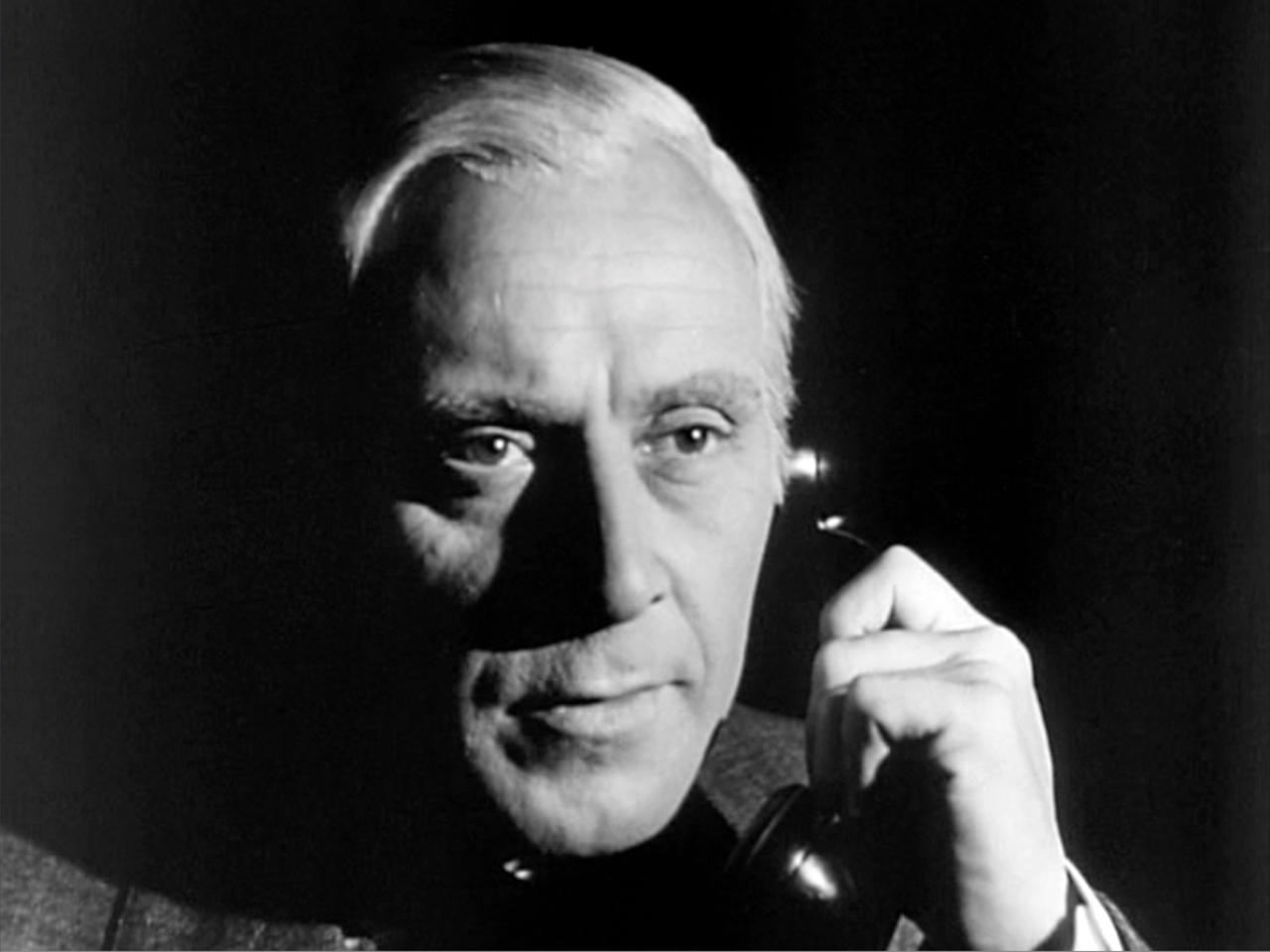
ジョージ・クールリス
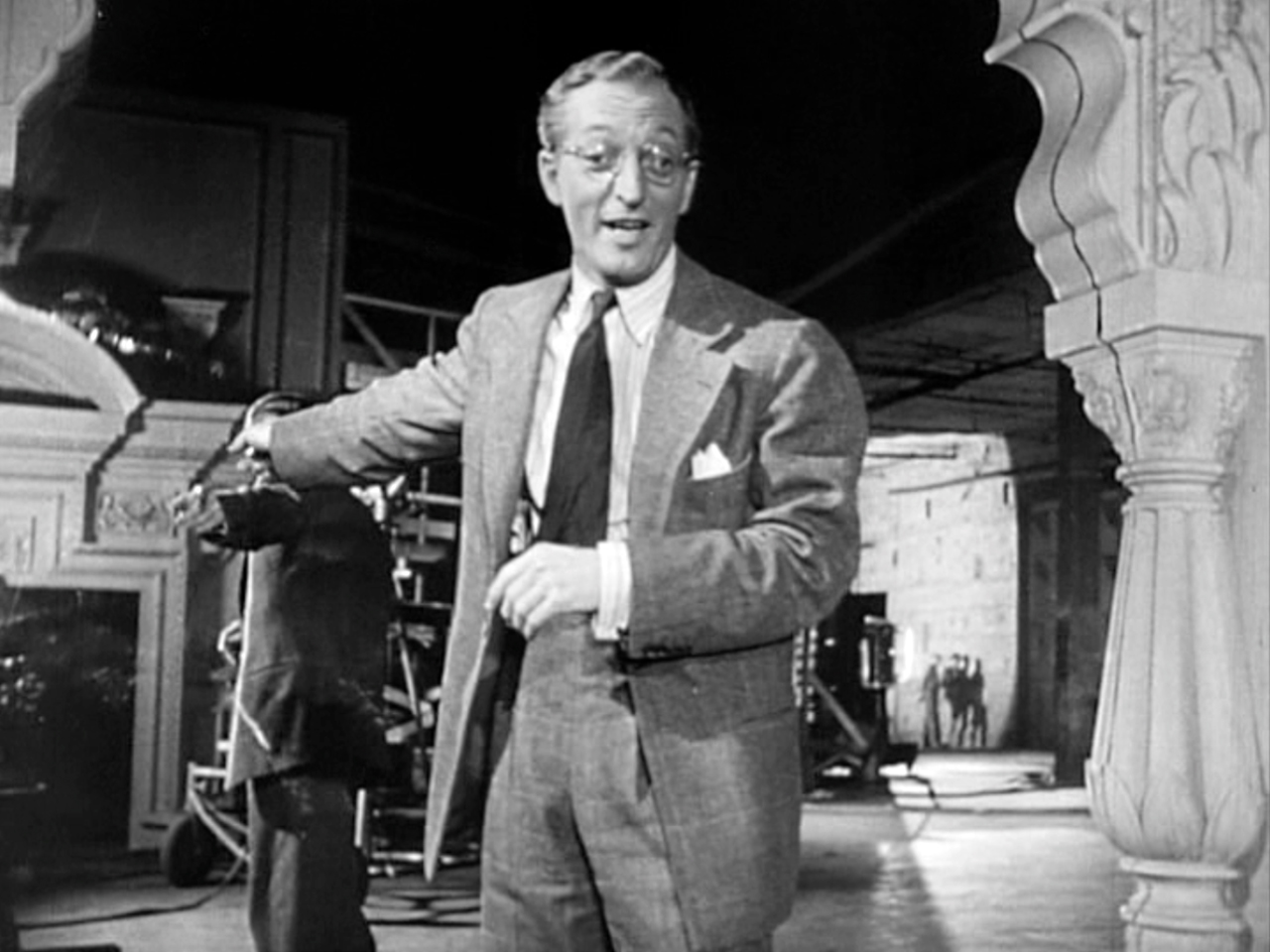
エヴェレット・スローン
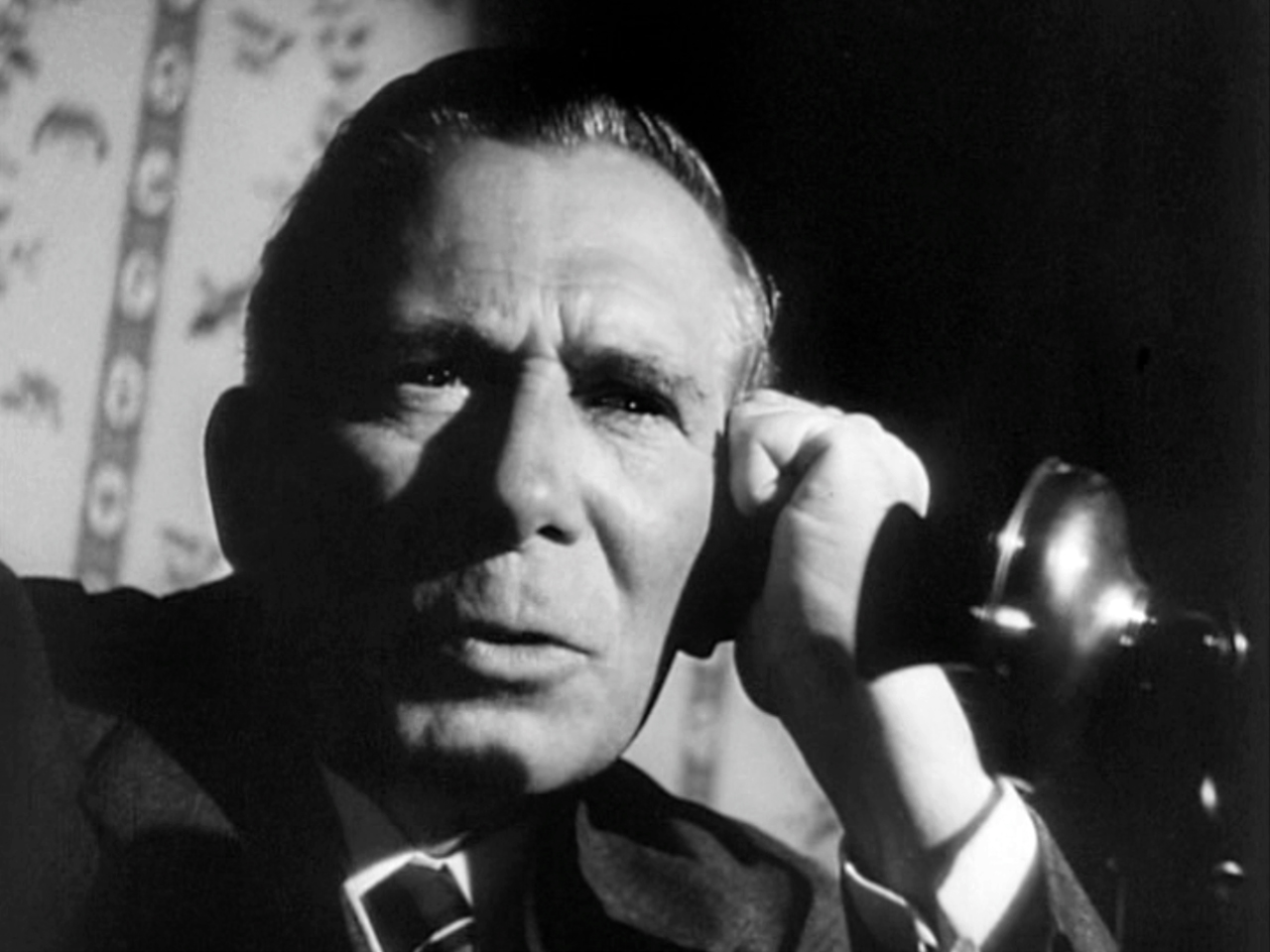
レイ・コリンズ
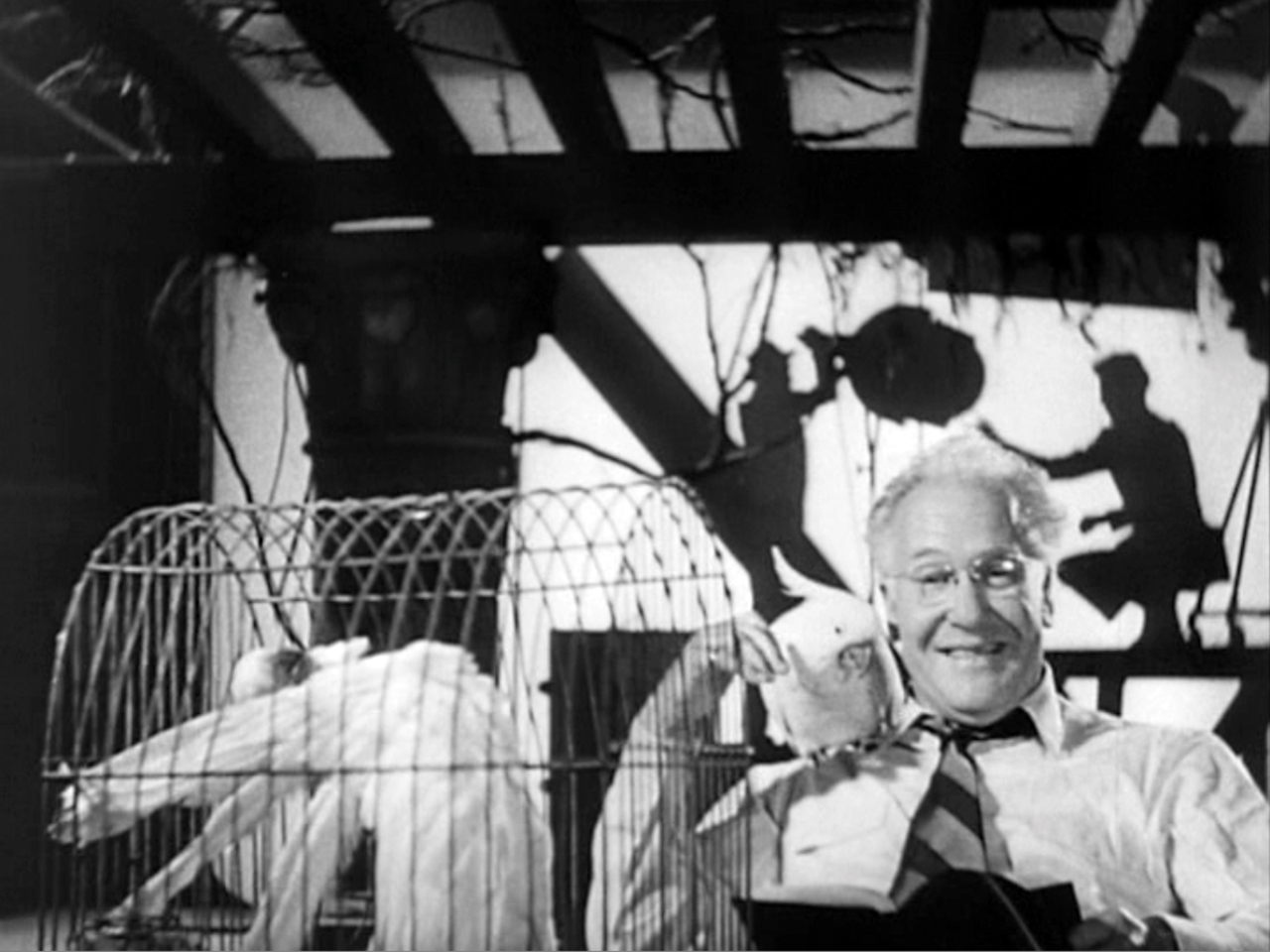
アースキン・サンフォード
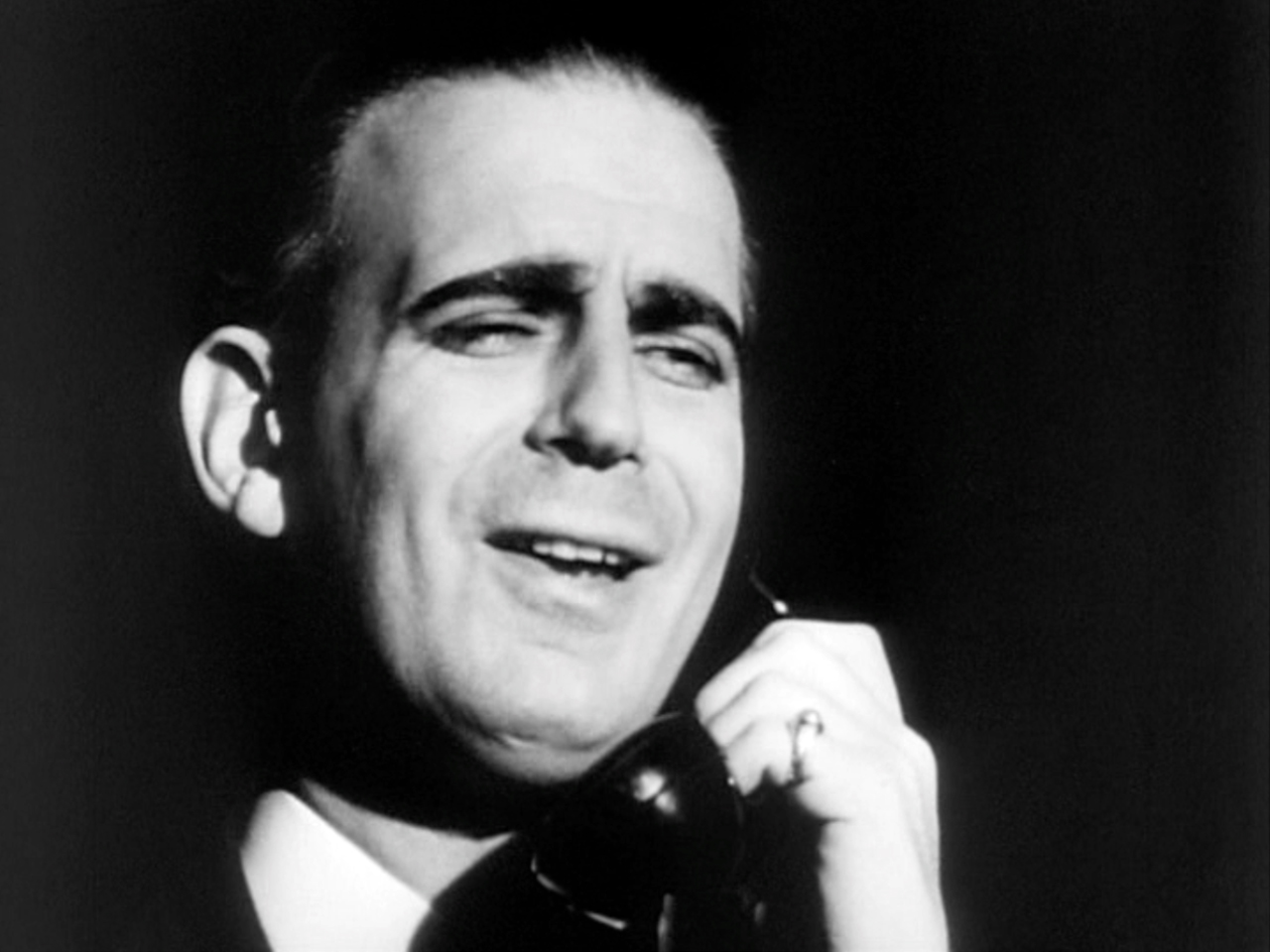
ポール・スチュアート